# شبشة

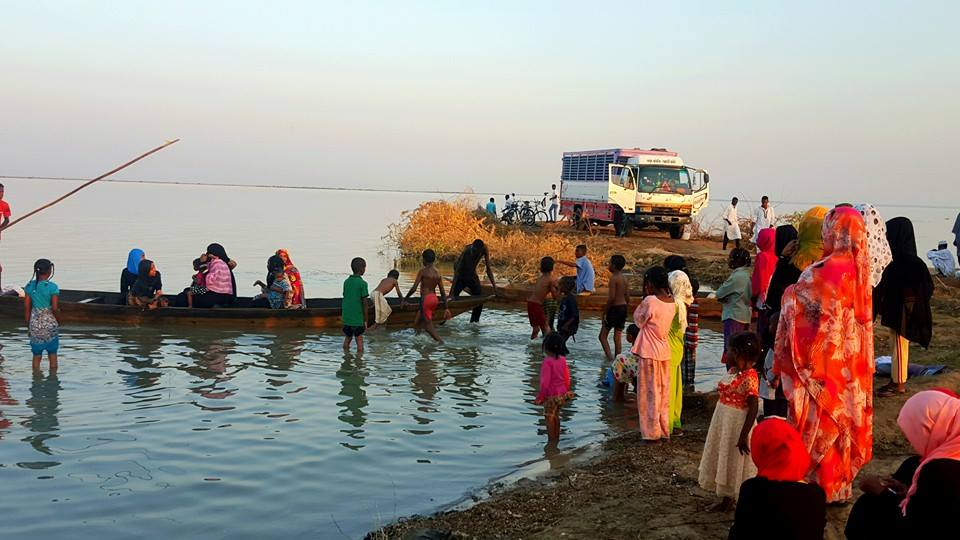
مرسي نهرى للمدينة

شبشة مدينة سودانية تقع على الضفة الغربية للنيل الأبيض في ولاية النيل الأبيض، تبعد عن العاصمة الخرطوم بحوالي 168 كيلومتر جنوباً (104 ميلا) تقريباً وعلى مسافة 17 كيلومتر (10 أميال) تقريبا شمال مدينة الدويم، وتعتبر من مراكز التصوف في السودان ويوجد بها ضريح الشيخ محمد برير أحد مشايخ الطريقة السمانية بالسودان.

## السكان
يتكون سكان شبشة في أغلبيتهم من قبيلة الجعليين وهم أحد القبائل التي تسكن المنطقة ومنهم الشيخ محمد برير الذي اشتهرت المنطقة فيما بعد به شبشة الشيخ برير، بالإضافة إلى قبائل البجة التي أول من قطن المنطقة والدناقلة والنوبة والشوايقة والحسانية والشويحات والكواهلة والحلب إلى جانب أعداد كبيرة من الإثنيات الأخرى بالسودان والتي توافدت إليها بعد تأسيس نقابة القرآن بمسجد الشيخ محمد برير، كما توافدت إليها مؤخرا موجات جديدة من النازحين بسبب التصحر والجفاف من مناطق غرب النيل الأبيض.

## أصل التسمية

شبشة بوتقة انصهار للجمال والإنسانية.

قد اختلف أهل شبشة حول هذا الاسم، كل عرفه على حسب ثقافته وإدراكه بالمدينة، ما بين أسماء تشير إلى مخلوقات وأسماء تدل على الزهور والنباتات، ولكن القول الراجح هو أن تسميتها أتت على نبات طيب الرائحة متفتح الزهور دائم الخضرة ويسمى الشبش، فجاءت مفردته باللغة الدارجية شبشة. ويقال أيضا أصل الاسم هو سبأ ساه باللغة البيجاوية، وتعني مملكة الروح وهم أول من سكنوا تلك المنطقة وقد كان يسميها البجا مملكة الروح في حضاراتهم التي سادت وتمددت حتى النيل الأبيض.
ولعل ما يؤكد هذه التسمية وجود مجموعات البجا في مواقع مختلفة من النيل الأبيض.

## النشاط الاقتصادي
كانت وما زالت التجارة هي العمود الفقري لأهل المنطقة وينتشرون في جميع أنحاء السودان، غربة الضعين وجنوبه جوبا عاصمة دولة جنوب السودان الوليدة وشماله سوق أم درمان. وبعضهم الآخر يمتهن الزراعة على ضفاف النيل ورعي المواشي، كما يوجد مشروع شبشة للإعاشة الذي خُصص عند إقامته للمتأثرين من تشييد سد جبل أولياء في الولاية آنذاك، وهو مشروع موسمي يعتمد على ري الأمطار، وأهم المحاصيل الزراعية به القطن، الذرة، الفول السوداني، بعض الخضروات.
وتعتبر شبشة من المناطق الرئيسية لمدّ العاصمة الوطنية أم درمان بأنواع الخضروات بالإضافة للبطيخ والشمّام. كما أن بشبشة سوق كبير يؤمه جميع أهل القرى المجاورة لقضاء حوائجهم بالإضافة إلى سوق المواشي والأنعام يومي الإثنين والخميس من كل إسبوع ويدعى يوم السوق.
فضلاً على ممارسة الأهالي الصيد بمجرى النيل الأبيض الذي يمد سوق المدينة والقرى المجاورة بأنواع الأسماك، وأهم الفصائل الموجودة هي: أسماك العجل والبلطي والبياض والكبروس والكأس وأسماك الصير التي يدخرونها في صورة فسيخ.

## الموقع الجغرافي
تقع مدينة شبشة في الوسط الشمالي لولاية النيل الأبيض وتمتد على جانب النيل الأبيض الغربي وهي تقع بين خطي الطول 30,33 درجة شرقا ودائرتي العرض 13,15 درجة شمالا نجد أن طولها من الجنوب إلى الشمال 2,60 كلم ومساحتها 12 كلم تقريبا ويحدها من الشمال النيل الأبيض ومن الجنوب مدينة الدويم وفي الإتجاه الغربي والجنوب الغربي تحيط بها مجموعة من القرى.. على الناحية الشمالية قرية عريك ثم الشطيب ومن الناحية الشمالية الغربية قرية الصفيرايا ومن الناحية الغربية تقع قرية الفحيلاب ومن الناحية الجنوبية الغربية نجد قرية المنارة ومن الناحية الجنوبية نجد قرية العميرية ثم الطلحة.
ويجاور شبشة البلدات والقرى التالية:
| البلدة     | المسافة من شبشة بالكيلومتر | الإتجاه   |
| ---------- | -------------------------- | --------- |
| ود النجومي | 3                          | شرق النيل |
| عريك       | 3                          | شمال      |
| الصفيرايا  | 4                          | غرب       |
| الفحيلاب   | 4,5                        | جنوب غرب  |
| الطلحة     | 8                          | جنوب      |

## أحياء المدينة
عدد الأحياء 6 كما يلي:
| - الحي الأول - الحي الثاني - الحي الثالث | - الحي الرابع - الحي الخامس - الحي السادس (العميرية) |

بالإضافة للأحياء الجديدة حي المستشفى حي الشويحات الذي يقع أقصى غرب شبشة.

## المساجد

مسجد علي عبد الله بالحي الرابع

جامع الشيخ برير, الجامع الكبير في شبشة

توجد بالمدينة 9 مساجد كبيرة بالإضافة إلى عدة زوايا وخلاوي و الخلاوي هي خلاوي شيخ العبيد وشيخ البصري وخلاوي شيخ محمد وخلاوي الشيخ الصادق وخلاوي الشيخ عوض الله القديمة التي تقوم بتحفيظ القرآن، أشهر المساجد مسجد الشيخ محمد برير، ومسجد الشيخ العبيد بالحلة القديمة، ومسجد الشيخ البصري ومسجد علي عبد الله بالحلة الجديدة.
ومسجد حي المستشفى ومسجد بلال بن رباح بالحي الأول ومسجد سيد الشهداء بالحي الخامس ومسجد أنصار السنة، بالحي الأول أيضا، ثم مسجد أحمد الشريف الباقر .

## الطرق البرية
تقع مدينة شبشة في شمال ولاية النيل الأبيض. ولهذا فإن الطريق الترابي ردمية الذي يربط أم درمان جنوباً (بدءا الأبيض أم روابة كوستي والدويم، يمر عبر شبشة ليتجه شمالا إلى مدن النيل الأبيض والسودان مروراً بالشطيب وحتى أم درمان وما بعدها).

## السكة الحديدية والنقل الجوي
لا يمر الخط الحديدي المتجه نحو غرب السودان وجنوبه عبر شبشة. كما لايوجد فيها مطار دولي، وأقرب مطار إليها هو مطار الخرطوم الدولي على بعد 170 كيلومتر (100) شمالا.

### النقل النهري
يوجد بشبشة معدية نهرية بنطون لربط غرب النيل بشرقه لنقل الأفراد والبضائع والخضروات مما يجعل السوق عامراً طوال العام.

### الاتصالات
شبشة مرتبطة بشبكة اتصالات الهاتف الثابت والمحمول. ورمزها هو 533 (ويضاف إليه رمز السودان 249، للاتصال الدولي). كما توجد فيها خدمات الإنترنت بصورة فائقة.

### التعليم
تعتبر مدينة شبشة من المدن الرائدة في مجال التعليم بشقيه الأهلي الخلاوي والنظامي الحكومي .

## نظام الخلاوي
الخلوة نظام تعليمي ديني مقتبس من المنهجي الصوفي الذي يهتم بالسلوك الروحي والنفسي للإنسان، والخلوة جزء من المسيد وهو عبارة عن منظومة اجتماعية متكاملة، تهتم بأمور المجتمع الدينية والدنيوية ويرجع تاريخ أول خلوة إلى مؤسس شبشة في مرحلتها الثانية العارف بالله الشيخ برير بن الحسين 1869م، وبعدها في أوائل القرن الماضي أٌنشئت خلوة الشيخ الصادق، وخلوة الفكي حسين في الحي الرابع، وخلوة الخليفة محمد، وقد انحصر دور الخلوة في شبشة على التعاليم المرتبطة بالعقيدة من تحفيظ سور القرآن وتفسيرها ومبادىء الفقه وقواعد اللغة العربية وأساسيات الحساب، ومع مرور الزمن أصبح بشبشة العديد من الخلاوي والمدارس القرآنية، وفي سبعينات القرن الماضي قام مسيد الشيخ العبيد بن الشيخ الحاج موسي حفيد الشيخ برير وبعده ومع بداية الألفية الثالثة افتتح مسيد الشيخ البصري بن الشيخ الحاج موسى في الحي الرابع وهما الآن يقومان بدورهما على أكمل وجه..

### التعليم النظامي
في أواخر ثلاثينيات القرن الماضي وبالتحديد في عام 1938م بدأ التعليم النظامي في دواوين وجهاء المدينة بعدها بثمانية سنين في عام 1946م إنشئت أول مدرسة أولية من اربع فصول، وهي ما تعرف الآن بمدرسة عبد الله بن رواحة «الغربية سابقاً»، ومنذ ذلك الحين انتشرت المدارس في المدينة على اختلاف مراحلها ومناهج التدريس فيها. مدارس مرحلة الأساس ومدارس ثانوية منها:
| - مدرسة عبد الله ابن رواحة للبنين - أساس «الغربية سابقاً» - مدرسة خاتم الأنبياء للبنين - أساس «الشرقية سابقاً» - مدرسة الشهيد القرانية للبنين - أساس - مدرسة دكتور كباشي للبنين - أساس - مدرسة العميرية للبنين - أساس | - مدرسة ذات النطاقين للبنات -أساس - مدرسة أم المؤمنين للبنات - أساس - مدرسة الخنساء للبنات - أساس - مدرسة الشهيد القرانية للبنات - أساس - مدرسة عواطف للبنات - أساس | - مدرسة شبشة الثانوية للبنين - مدرسة شبشة الثانوية للبنات |

كما توجد بالمدينة كلية التنمية الريفية جامعة بخت الرضا وعدد من المعاهد لتعليم أساسيات الحاسوب التي تجد دعماً واهتماماً من بعض الجمعيات الخيرية من داخل المنطقة وخارجها.

## الصحة
يوجد في شبشة مستشفى واحد هو مستشفى شبشة التخصصي، إلى جانب مركز صحي. مستشفي شبشة اُفتتح في العام 1981 م ويعمل حتى اليوم بصورة طيبة، كما تم افتتاح مركز صحي مجهز بأحدث المعدات الطبية في الحي الرابع جوار مجمع الشهيد أحمد الشريف الباقر برعاية الجمعية اليابانية للإغاثة والعمل الطوعي.
ومركز تأمين صحي بالحي الرابع ومركز إسراء الصحي ومركز د.عبد الرحمن أبو الحرم.

## الرياضة
تسود لعبة كرة القدم على النشاط الرياضي بالمدينة وهناك عدد من الأندية والفرق الرياضية منها:
| - فريق الأملاك - فريق الأفارقة - فريق الأمل - فريق الاتحاد - فريق حي العرب - فريق التحرير | - فريق الزهرة - فريق الرابطة - فريق الشاطئ - فريق الشعلة - فريق سانتوس - فريق النصر | - فريق الموردة - فريق المريخ - فريق الهلال - فريق العميرية |

## مميزات المدينة

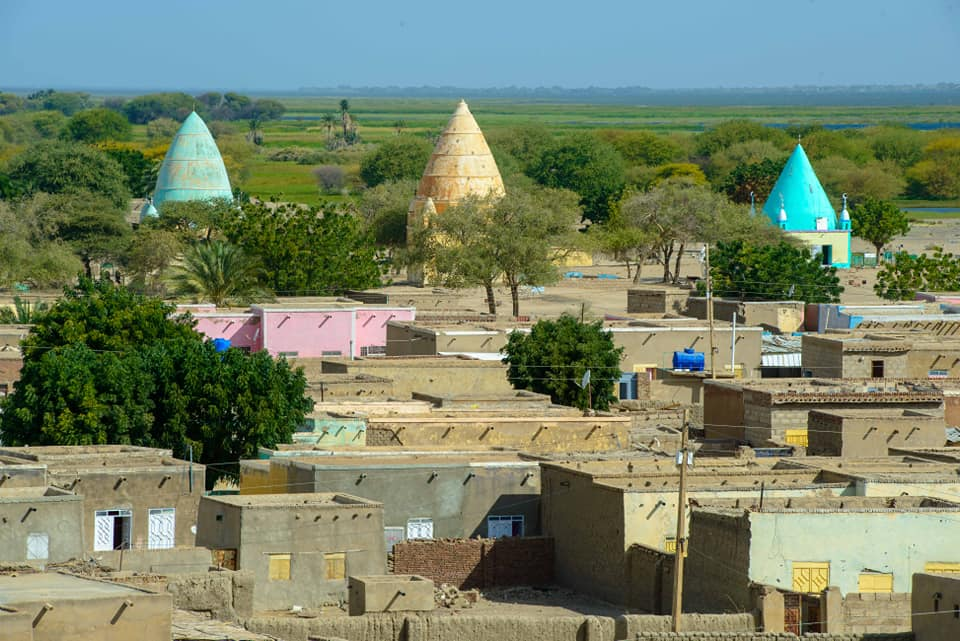
قبة الشيخ برير والشيخ عوض الله والشيخ الطيب
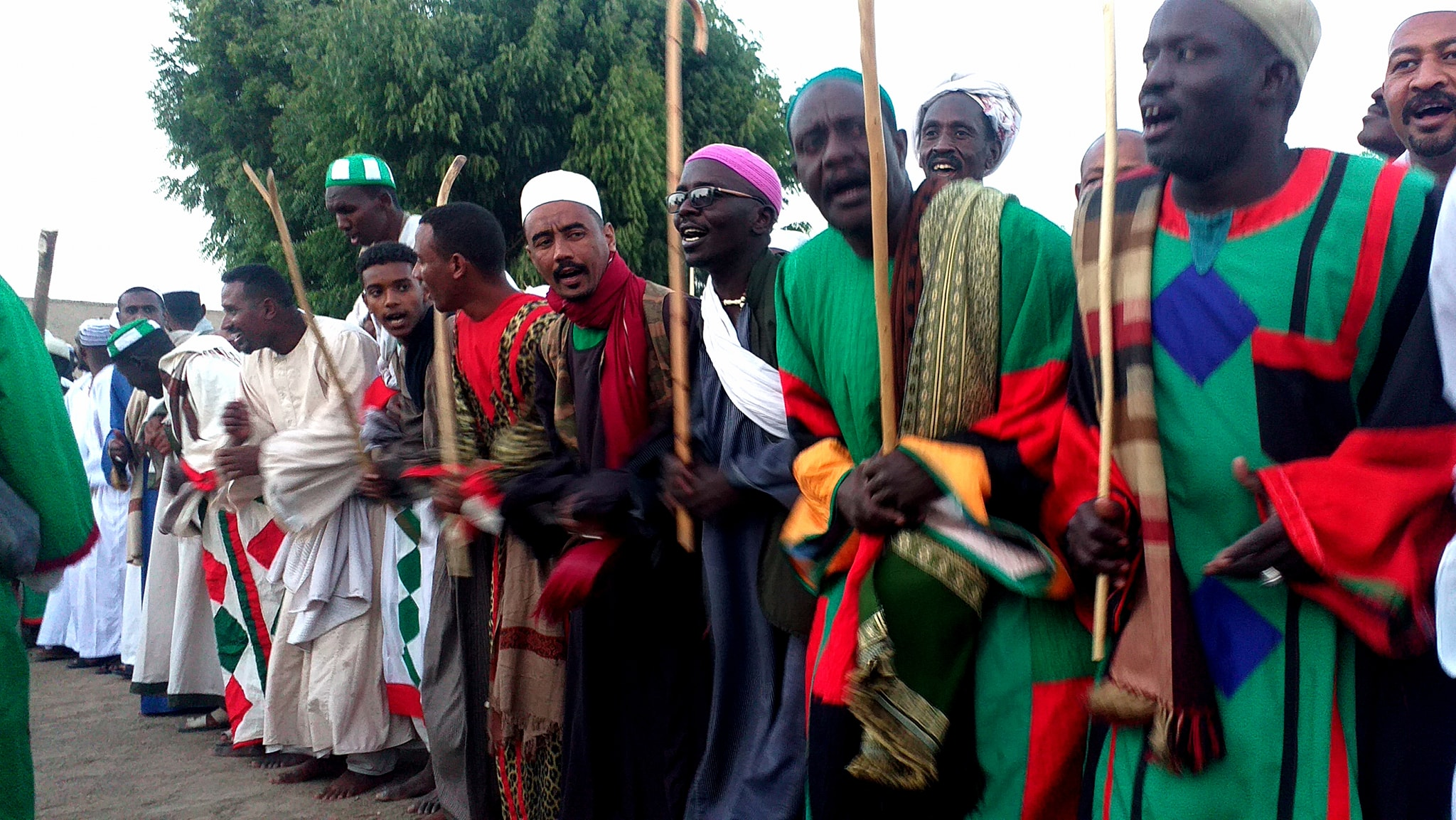
الدراويش لم يغرقوا في الذكر
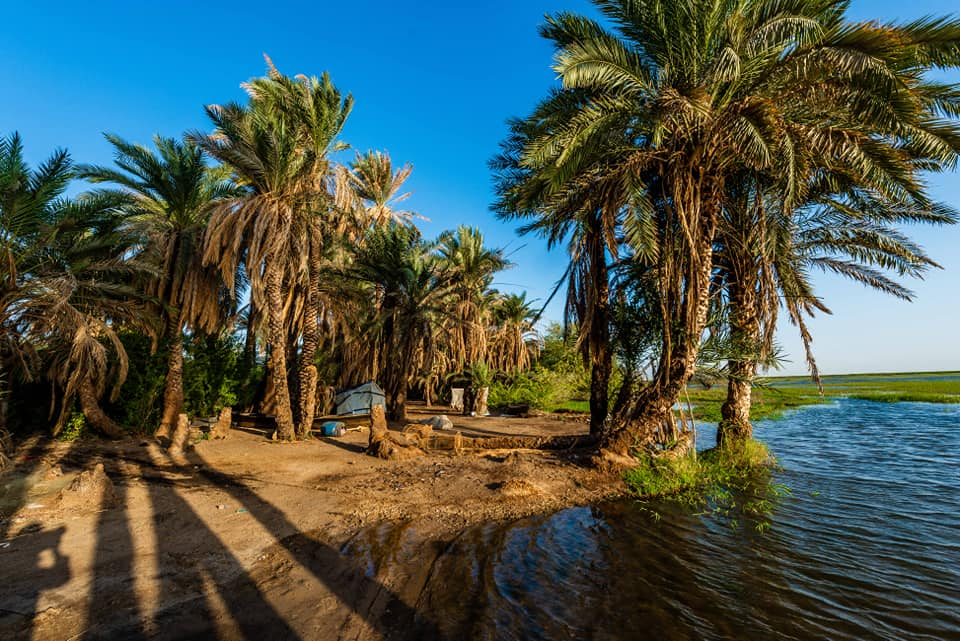
تتميز شبشة بأشجار ظليلة عند شاطئ النيل الأبيض، فالشاطئ عندها يتميز بأجوائه الرائعة وضحالة مياه أعماق النيل ما يتيح الرحلات العائلية لسكان شبشة والقرى المجاورة وممارسة السباحة للأطفال، وصيد الأسماك للهواة، والتامل.
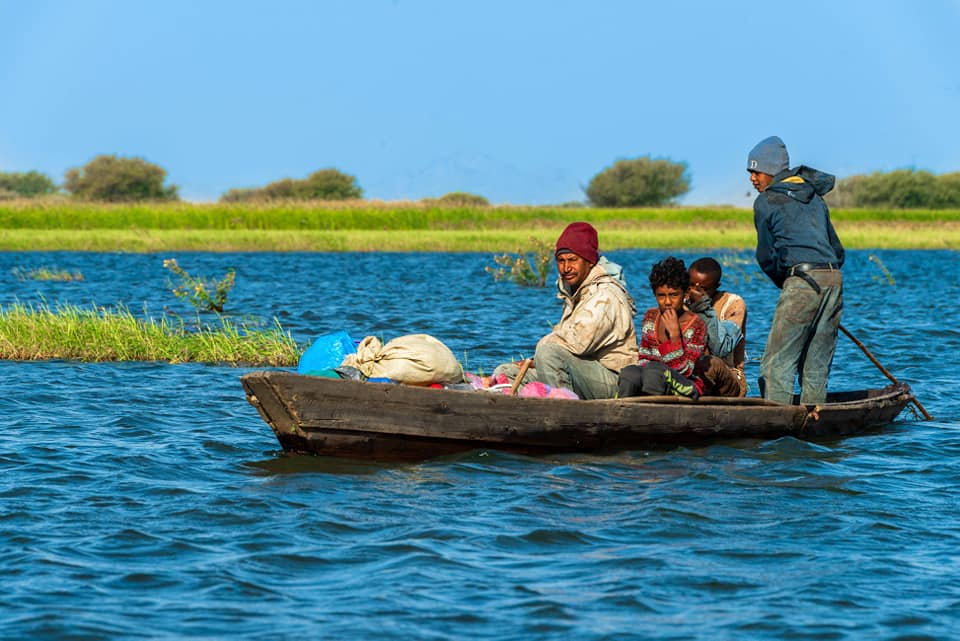
رحلة نيلية على ضفاف شواطئ شبشة
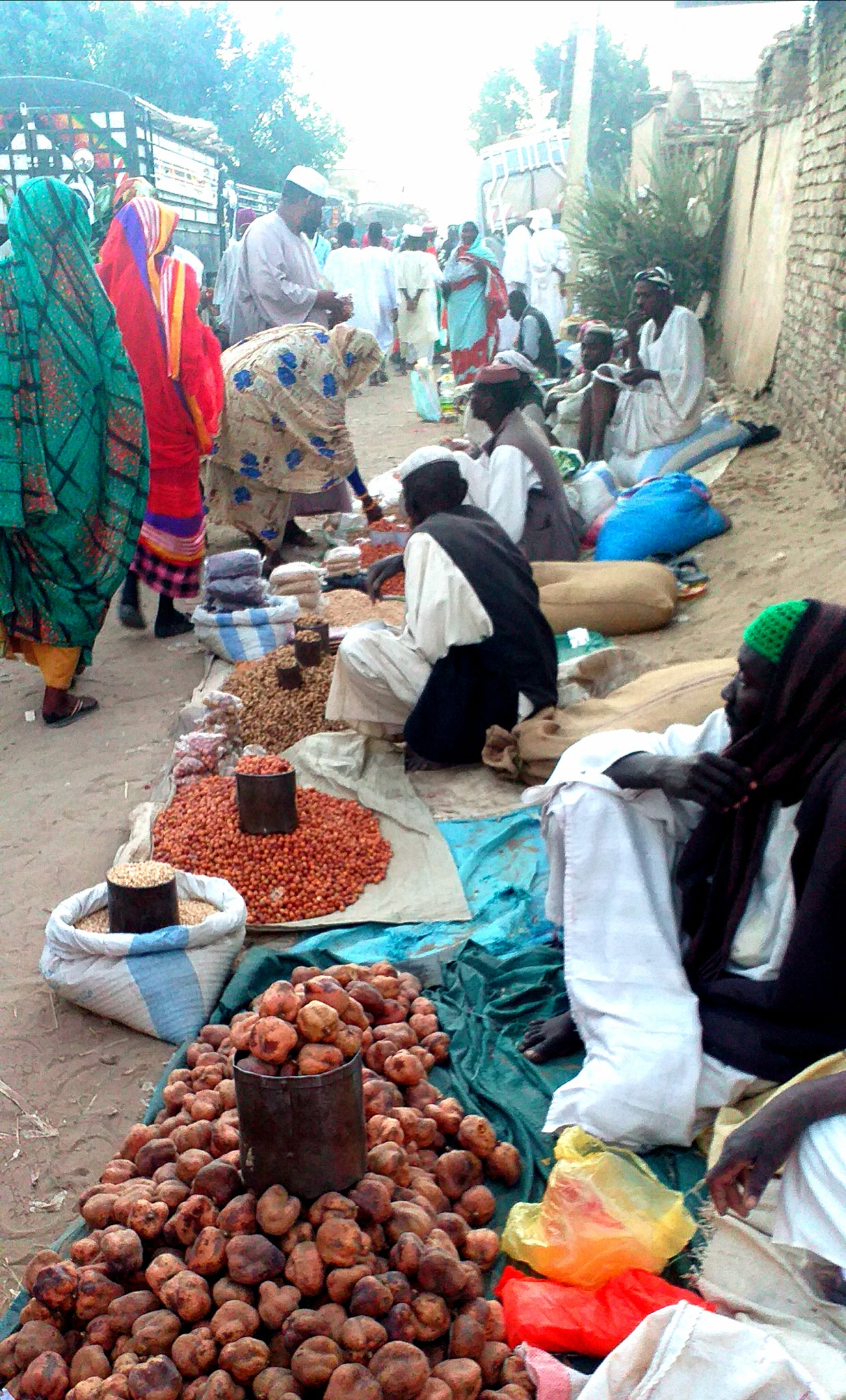
عروض المحصولات البلدية أثناء الزيارة السنوية للشيخ البرعي
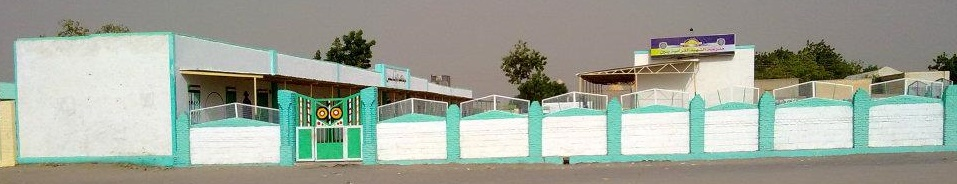
مدرسة عبد الله ابن رواحة للبنين أساس - الغربية سابقاً

- قباب أولياء الله الصالحين إذ يعود تاريخها لأكثر من 100 عام فصارت من آثار المدينة.

## أعلام شبشة
الشيخ احمد ود النو ود ادريس البجاوي المؤسس الاول لشبشة
الشيخ علي ود عبدالدافع معيد علي احمد ود النو البجاوي
الشيخ مبارك الطاهر الشيخ مبارك علي احمد ود النو البجاوي